# Allantophomopsis lycopodina
Allantophomopsis lycopodina är en svampart som först beskrevs av Franz Xaver von Höhnel och fick sitt nu gällande namn av Lori M. Carris 1990. Allantophomopsis lycopodina ingår i släktet Allantophomopsis och familjen Phacidiaceae.   Inga underarter finns listade i Catalogue of Life.